# Николић (презиме)
Николић је српско презиме које је било треће најчешће презиме у Србији у 2011. години. То је патроним и значи „син Николе”.

## Познати људи

### А
- Александар Николић (1924—2000), југословенски и српски кошаркаш и тренер
- Александар Николић (мачевалац) (1919—?), југословенски мачевалац
- Ана Николић (1978—), српска поп певачица
- Андра Николић (1853—1918), српски књижевник и политичар
- Андрија Николић (1961—), аустралијски политичар
- Атанасије Николић (1803—1882), српски просвјетни и књижевни радник

### Б
- Благоје Николић (1885—1943), српски револуционар
- Божидар Николић (1904—1958), српски сликар
- Божидар Николић (1942—2021), српски сниматељ
- Бојана Николић (1980—), српска уметница
- Бошко Николић (1923—1991), српски кројач, писац, библиофил и пчелар, учесник Народноослободилачке борбе

### В
- Вера Николић (1948—), југословенска и српска атлетичарка и атлетски тренер
- Видан Николић (1947—), српски филолог, доктор наука, универзитетски професор и књижевник
- Вишња Николић (1983—), српска графичарка
- Владимир Николић (1857—1922), српски архитекта
- Војин Николић (1914—1999), генерал-пуковник ЈНА и народни херој

### Г
- Горан Николић (1976—), црногорски кошаркаш

### Д
- Данијел Николић (1981—), српски позоришни и филмски глумац
- Данило Николић (1926—2016), српски књижевник
- Данило Николић (кошаркаш) (1993—), црногорски кошаркаш
- Даница Николић Николић (1978—), српска драмска списатељица, романописац и песникиња
- Добрило Николић (1938—), академски графичар дизајнер
- Драган Николић (1943—2016), југословенски и српски глумац
- Драган Николић (сценариста и глумац) (1959—), српски глумац и сценариста
- Драгица Николић (1955—), бивша Прва дама Србије
- Драгољуб Николић (1878—1907), српски четник

### Ђ
- Ђорђе Николић (1964—), српски музичар и глумац, познат под уметничким именом Ђорђе Давид
- Ђорђе Николић (фудбалер) (1997—), српски фудбалер

### Ж
- Жарко Николић (1938—2011), бивши југословенски фудбалски репрезентативац
- Живко Николић (1941—2001), црногорски филмски редитељ, телевизијски редитељ и сценариста
- Живојин Николић (1944—2013), српски новинар, професор и књижевник
- Живојин Николић Брка (1911—1990), учесник Народноослободилачке борбе

### И
- Иван Николић (1962—), српски сликар, певач и виолиниста
- Исидор Николић-Џавер (1806—1862), српски политичар

### Ј
- Јелена Николић (1982—), српска одбојкашица
- Јован Николић (1962—), српски цртачи стрипа
- Јован Николић Косовљанин (1818—1882), јагодински трговац
- Јована Николић (1989—), српска клизачица у уметничком клизању
- Јованка Николић (1952—), српска ауторка прозе, поезије и поезије за децу
- Јовица Николић (1959—), југословенски фудбалер

### К
- Коста Николић (1963—), српски историчар

### Л
- Лидија Николић (1960—), приповедач, песник, преводилац и драмски писац

### М
- Маја Николић (1975—), српска поп певачица
- Марко Николић (1946—2019), српски филмски и позоришни глумац
- Марко Николић (фудбалски тренер) (1979—), српски фудбалски тренер
- Милан Николић (бан) (1877—1943), бан и судски бригадни генерал војног суда
- Милан Николић (музичар) (1979—), професионални хармоникаш
- Милена Николић (1992—), фудбалерка и државна репрезентативка Босне и Херцеговине
- Милијана Николић (1975—), оперски мецосопран
- Милорад Николић Шваба (1885—1955), учесник Првог светског рата
- Милош Николић (1961—), редовни професор дерматовенерологије
- Мирон Николић (1846—1941), епископ Српске православне цркве
- Мирослав Николић (тренер) (1956—), српски кошаркашки тренер

### Н
- Немања Николић (фудбалер, 1987) (1987—), српски и мађарски фудбалер
- Немања Николић (фудбалер, 1988) (1988—), црногорски фудбалер
- Немања Николић (певач) (1984—), српски турбо-фолк певач
- Никола Хаџи Николић (1855—1915), српски лекар

### Р
- Раде М. Николић (1928—2000), српски књижевник, новинар и публициста
- Радомир Николић (1976—), градоначелник Крагујевца
- Ратко Николић (1977—), српски рукометаш

### С
- Слободан Николић (1959—), српски и југословенски кошаркаш
- Снежана Вујовић Николић (1959—), академски сликар
- Софка Николић (1907—1982), српска певачица народне музике
- Станимир Николић (1935—), српски шаховски велемајстор
- Стево Николић (1984—), српски фудбалер

### Т
- Тихомиљ Николић (1832—1886), српски генерал
- Томислав Николић (1952—), српски политичар и председник Републике Србије

### У
- Урош Николић (1987—), српски кошаркаш